# Laureano Rosas
Pour les articles homonymes, voir Rosas.
Laureano Rosas, né le 23 août 1990 à Las Flores (province de Salta), est un coureur cycliste argentin.

## Repères biographiques

### Saisons
Laureano Rosas commence la saison 2016 en établissant de nouveaux records. En effet entre le 5 janvier et le 7 février, il remporte la bagatelle de treize victoires (deux classements généraux et onze étapes). Ainsi le 10 janvier, Rosas remporte pour la troisième fois consécutivement la Vuelta a San Juan, ce que jamais n'avait réussi un coureur. Il se vêt du maillot de leader dès la deuxième étape et établit un nouveau temps de référence dans le contre-la-montre. Il s'adjuge également cinq des sept étapes de la course (dont quatre consécutivement). Quatre semaines plus tard, Laureano Rosas s'impose pour la troisième fois dans la Doble Bragado. Non comptant d'être au départ le coureur en activité ayant le plus grand nombre de victoires d'étapes dans cette épreuve (avec dix-sept bouquets), il en gagne encore cinq individuellement et le contre-la-montre par équipes, lors de cette 81e édition.
En raison d'un contrôle antidopage positif, Laureano Rosas perd le titre de champion d'Argentine 2024.

## Palmarès sur route

### Par année
- 2008
  - 3e du championnat d'Argentine sur route juniors
- 2009
  - Criterium de Apertura
- 2010
  - 2e (contre-la-montre par équipes) et 6e étapes de la Vuelta al Valle
  - 2e de la Vuelta al Valle
  - 3e du Criterium de Apertura
- 2011
  - 2e étape de la Doble Bragado
  - 2e du championnat d'Argentine du contre-la-montre espoirs
  - 2e de la Doble Bragado
  - 2e de la Clásica 1° de Mayo
  - 2e de la Vuelta al Valle
  - 3e du GP Hermanos Macchi
  - 3e de la Doble Treinta y Tres
- 2012
  - Doble Bragado :
    - Classement général
    - 1re, 2e, 3e, 4e, 5e, 7e, 7eb et 8e étapes

  - Gran Premio San Antolin
  - Vuelta a los Puentes del Santa Lucía
  - 3e du Circuito Nuestra Señora del Portal
- 2013
  - 3e étape de la Wilder Sergio Miraballes Seijas
  - Rutas de América :
    - Classement général
    - 1re, 6e et 7eb étapes

  - Vuelta al Valle :
    - Classement général
    - 4e et 5e étapes

  - 8e étape du Giro del Sol San Juan
  - 2e de la Doble Calingasta
  - 2e du Giro del Sol San Juan
- 2014
  -  Champion d'Argentine du contre-la-montre
  - Tour de San Juan :
    - Classement général
    - 7e et 8e étapes

  - Doble Bragado :
    - Classement général
    - 2e, 3e, 4e, 5e, 6ea, 7e, 8ea et 9e étapes

  - Clásica de Venado Tuerto
  - 3e de Mendoza-San Juan
- 2015
  - 2e étape du Giro del Sol San Juan
  - Tour de San Juan :
    - Classement général
    - 2e, 4e, 6e et 7e (contre-la-montre) étapes

  - 4e étape du Tour d'Uruguay
- 2016
  -  Champion d'Argentine du contre-la-montre
  - Tour de San Juan :
    - Classement général
    - 2e, 3e, 4e (contre-la-montre), 5e et 7e étapes

  - Doble Bragado :
    - Classement général
    - 1re, 3e, 5ea, 6e et 7eb étapes

  - 2e étape de la Doble Media Agua
  - 8e étape du Tour d'Uruguay
  - Vuelta al Valle de Chubut :
    - Classement général
    - 1re (contre-la-montre) et 2e étapes

  - Vuelta a Catamarca :
    - Classement général
    - Prologue, 2e (contre-la-montre) et 3e étapes

  - 5e étape de la Vuelta a la Pampa
  -  Médaillé d'argent du championnat panaméricain du contre-la-montre
  - 2e du Tour d'Uruguay
- 2017
  - 1re étape du Giro del Sol San Juan
  - 4e étape de la Doble Bragado
  - 2e de la Doble Bragado
- 2018
  - Vuelta al Valle
  - Doble Calingasta
- 2019
  - Tour de Sarmiento
  - 2e de Mendoza-San Juan
  - 2e de la Doble Difunta Correa
- 2020
  - 2e du Giro del Sol San Juan
- 2021
  - Doble Difunta Correa
  - 8e étape du Tour de Mendoza
  - 9e étape de la Vuelta al Valle
  - 2e du Tour de Mendoza
- 2022
  - 3e étape de la Vuelta del Porvenir San Luis (contre-la-montre)
  - Tour de Mendoza :
    - Classement général
    - 3e étape (contre-la-montre)

  - Vuelta al Oeste :
    - Classement général
    - 1re, 3e (contre-la-montre) et 4e étapes

  - 2e étape de la Vuelta a Cutral Có
  - 1re étape de la Doble San Francisco-Miramar
  - Doble Media Agua
  - 3e du Giro del Sol San Juan
  - 3e de la Vuelta a Cutral Có
  - 3e de la Doble San Francisco-Miramar
- 2023
  - Prologue de la Vuelta de General Alvear
  - Vuelta a Formosa Internacional : 
    - Classement général
    - 2e et 3e étapes

  - 3e de la Vuelta de General Alvear
- 2024
  -  Champion d'Argentine sur route[5]
  - Tour de Mendoza : 
    - Classement général
    - 5e et 7e étapes

  - 5e étape de la Volta de Goiás (contre-la-montre)

### Classements mondiaux
| Année                                 | 2012 | 2013 | 2014 | 2015 | 2016 | 2017  | 2018 | 2019  | 2020  | 2021 | 2022 | 2023 |
| ------------------------------------- | ---- | ---- | ---- | ---- | ---- | ----- | ---- | ----- | ----- | ---- | ---- | ---- |
| Classement mondial                    |      |      |      |      | 659e | 1240e | nc   | 2219e | 1688e | nc   | 950e | 649e |
| UCI America Tour                      | 267e | nc   | 256e | 98e  | 47e  | 92e   | nc   | 345e  | 157e  | nc   | 105e | 87e  |
|                                       |      |      |      |      |      |       |      |       |       |      |      |      |
| Légende : nc = non classéSource : UCI |      |      |      |      |      |       |      |       |       |      |      |      |

## Palmarès sur piste
- 2019
  -  Champion d'Argentine de poursuite par équipes (avec Rubén Ramos, Nicolás Tivani et Adrián Richeze)
- 2021
  -  Champion d'Argentine de course aux points[6]